# Řád za zásluhy v zemědělství (Pobřeží slonoviny)
Řád za zásluhy v zemědělství (francouzsky: Ordre du Mérite agricole) je státní vyznamenání Pobřeží slonoviny založené roku 1964.

## Historie a pravidla udílení
Řád byl založen 16. dubna 1964. Udílen je za vynikající služby v oblasti zemědělství, lesnictví a chovu zvířat.

## Insignie
Řádový odznak má tvar bíle smaltované osmicípé hvězdy. Uprostřed je zlatý kulatý medailon s vyobrazením slona. Medailon je lemován zeleně smaltovaným kruhem se zlatým nápisem MERITE AGRICOLE. Hvězda je položena na zlatém věnci. Na zadní straně je uprostřed medailonu nápis na třech řádcích UNION • DISCIPLINE • TRAVAIL. V zeleném kruhu je na zadní straně nápis REPUBLIQUE DE COTE D'IVOIRE. Ke stuze je odznak připojen pomocí přechodového prvku v podobě zeleně smaltovaného věnce se zlatou hlavou slona.
Stuha je zelená s tmavě oranžovými diagonálními pruhy.

## Třídy
Řád je udílen ve třech řádných třídách:
- komandér
- důstojník
- rytíř

komtur
důstojník
rytíř